# إقليم تامباكوندا
إقليم تامباكوندا (بالفرنسية: Tambacounda) هو أقليم في السنغال، بلغ عدد سكانه 681,310 نسمة وذلك حسب إحصائيات سنة 2013، عاصمته تامباكوندا، تبلغ مساحته 42,706 كيلومتر مربع.

## الموقع
يشترك في الحدود مع:
- كولدا
- أقليم كفرين
- كيدوغو
- ماتام
- Matam department [الإنجليزية]‏.